# Groenlo
Groenlo (Grolle, Grol) je grad u Nizozemskoj. Groenlo ima 10,062 stanovnika (2007.). Iz 1277.g. kada je dobilo status grada.